# Ruszki (województwo łódzkie)
Ruszki – wieś w Polsce położona w województwie łódzkim, w powiecie kutnowskim, w gminie Bedlno.
W miejscowości w 1877 urodził się Artur Śliwiński – polski historyk, publicysta, polityk, premier Polski w 1922, senator IV kadencji w II RP w latach 1935–1938.
W latach 1975–1998 miejscowość administracyjnie należała do województwa płockiego.

## Zabytki
Według rejestru zabytków Narodowego Instytutu Dziedzictwa na listę zabytków wpisane są obiekty:
- zespół dworski, XIX/XX w., nr rej.: 542 z 9.09.1980:
  - dwór, drewniano-murowany
  - park